# Colorado
Colorado este un stat situat în regiunea Rocky Mountain din Statele Unite ale Americii. Acestea pot fi de asemenea considerate ca făcând parte din regiunile de Vest și de sud-vest a Statelor Unite ale Americii. Colorado a intrat în statalitate în data de 1876 și a fost poreclit " Centennial State ". Se învecinează la nord cu Wyoming, la sud cu New Mexico și Oklahoma, la  sud-vest cu Arizona, la est cu Nebraska și Kansas și la vest cu Utah.
Colorado este bine cunoscut pentru peisajele sale magnifice de munte, râuri, lacuri, și câmpii. Denver este capitala statului Colorado și totodată cel mai populat oraș.
Format:US state quarter
| Folk dance | Square dance  |
| Gemstone   | Aquamarine    |
| Mineral    | Rhodochrosite |
| Rock       | Yule Marble   |
| Grass      | Blue grama    |
| Tartan     |               |

## Demografie

### Structura rasială
Populația totală a statului în 2010: 5,029,196
Structura rasială în conformitate cu recensământul din 2010:
- 81.3% Albi (4,089,202)
- 7.2% Altă rasă (364,140)
- 4.0% Negri (201,737)
- 3.4% Două sau mai multe rase (172,456)
- 2.8% Asiatici (139,028)
- 1.1% Amerindieni (56,010)
- 0.1% Hawaieni Nativi sau locuitori ai Insulelor Pacificului (6,623)

### Limbi
Spaniola este a doua cea mai vorbita limba din stat dupa engleză.

### Religii[3]
- Creștini:64%
  - Protestanți:43%
  - Catolici:16%
  - Mormoni:2%
  - Ortodocși creștini:1%
  - Martorii lui Iehova:mai puțin de 1%
  - Alte tipuri de creștinsm: 1%
- Evrei:1%
- Musulmani:mai puțin de 1%
- Budiști: 1%
- Hinduși :mai puțin de 1%
- Fără religie: 29%
- Alte religii:2%
- Nu știu:2%

## Educație
Colegii și universități în statul Colorado:
- - Adams State University
  - Aims Community College
  - Arapahoe Community College
  - Art Institute of Colorado
  - Belleview Christian College & Bible Seminary
  - Colorado Christian University
  - Colorado College
  - Colorado Mesa University
  - Colorado Mountain College
  - Colorado Northwestern Community College
  - Colorado School of Mines
  - Colorado State University System
    - Colorado State University
    - Colorado State University-Pueblo
    - CSU–Global Campus

  - Colorado Technical University
  - Community College of Aurora
  - Community College of Denver
  - Denver Seminary
  - DeVry University
  - Emily Griffith Opportunity School
  - Ecotech Institute
  - Fort Lewis College
  - Front Range Community College
  - Iliff School of Theology
  - Johnson & Wales University
  - Lamar Community College
  - Metropolitan State University of Denver
  - Morgan Community College
  - Naropa University
  - Nazarene Bible College
  - Northeastern Junior College
  - Otero Junior College
  - Pikes Peak Community College
  - Pueblo Community College
  - Red Rocks Community College
  - Regis University
  - Rocky Mountain College of Art and Design
  - Rocky Vista University College of Osteopathic Medicine
  - Trinidad State Junior College
  - United States Air Force Academy
  - University of Colorado System
    - University of Colorado Boulder
    - University of Colorado Colorado Springs
    - University of Colorado Denver
      - Anschutz Medical Campus
      - Auraria Campus

  - University of Denver
  - University of Northern Colorado
  - Western Colorado University